# 毳毛
毳毛（读音：cuì máo），别称毫毛、汗毛，指人类在儿童时期会发育的一种细小、不易注意到却又几乎遍布全身的毛发。毳毛在除了嘴唇、耳后、手掌、足底、外阴的部分区域、肚脐和疤痕组织以外处均有生长。毳毛的密度因人而异，其长度则通常不会超过2毫米，毛囊也不与皮脂腺相连。毳毛在儿童和成人女性身上更容易观察到，因为这两类人群的终毛较少。